# Семёново (Гродненская область)
Семёново (бел. Сямёнава, до 1964 года — Мошны) — деревня в Волковысском районе Гродненской области Беларуси. Входит в состав Шиловичского сельсовета.

## География
Деревня находится в юго-западной части Гродненской области, вблизи истока реки Наумки, при автодороге Н-7020, на расстоянии приблизительно 17 километров (по прямой) к западу от города Волковыск, административного центра района. Абсолютная высота — 183 метра над уровнем моря. Площадь населённого пункта — 0,4852 км².

## История
По состоянию на 1921 год, в Мошнах числилось 442 жителя, проживавших в 86 домах. В этническом составе населения того периода поляки составляли 100 %. В конфессиональном составе населения преобладали католики (98,2 %). В административном отношении деревня входила в состав гмины Мстибув Волковысского повета Белостокского воеводства Второй Польской республики.
С 1939 года в БССР.

## Население
По данным переписи 2019 года, в деревне проживало 36 человека.
| Год  | Население, человек |
| ---- | ------------------ |
| 1921 | 442                |
| 2009 | ↘ 75               |
| 2019 | ↘ 36               |